# Agostino Rovere
Agostino Rovere (Monza, 1804 - Nova York, 1865) fou un baix italià.
Començà la seva carrera com a baix seriós però aviat es va passar al gènere còmic, que en aquells anys també es deia basso caricato. El 1842 va cantar a l'estrena a Viena de Linda di Chamounix de Donizetti, en el paper còmic del Marchese di Boisfleury, i al Liceu de Barcelona va intervenir també en l'estrena d'aquesta mateixa òpera en el mateix paper l'11 de novembre de 1847. Dos mesos més tard va interpretar el paper protagonista de Don Pasquale al Liceu, paper que requereix un cantant de qualitat i que ell mateix ja havia cantat a Itàlia.
És curiós que tot i la rivalitat existent entre el Liceu i el Teatre Principal, Rovere fos contractat per ambdós. Al Principal, Rovere va participar en la poc afortunada estrena de Don Giovanni de Mozart el desembre de 1849, la qual, segons les crítiques de d'època, va ser un desastre. Més tard actuà en altres teatres europeus, molt sovint al Teatro Real de Madrid.